# Чубара
Чубара (рум. Ciubara) — село в Рышканском районе Молдавии. Наряду с сёлами Василеуцы, Арманка, Новые Михайлены, Мошаны и Штюбеены входит в состав коммуны Василеуцы.

## География
Село расположено на высоте 193 метров над уровнем моря.

## Население
По данным переписи населения 2004 года, в селе Чубара проживает 429 человек (197 мужчин, 232 женщины).
Этнический состав села:
| Национальность | Число жителей | Процентный состав |
| -------------- | ------------- | ----------------- |
| украинцы       | 353           | 82.28             |
| молдаване      | 70            | 16.32             |
| русские        | 4             | 0.93              |
| гагаузы        | 1             | 0.23              |
| прочие         | 1             | 0.23              |
| Всего          | 429           | 100%              |